# 국빈 방문

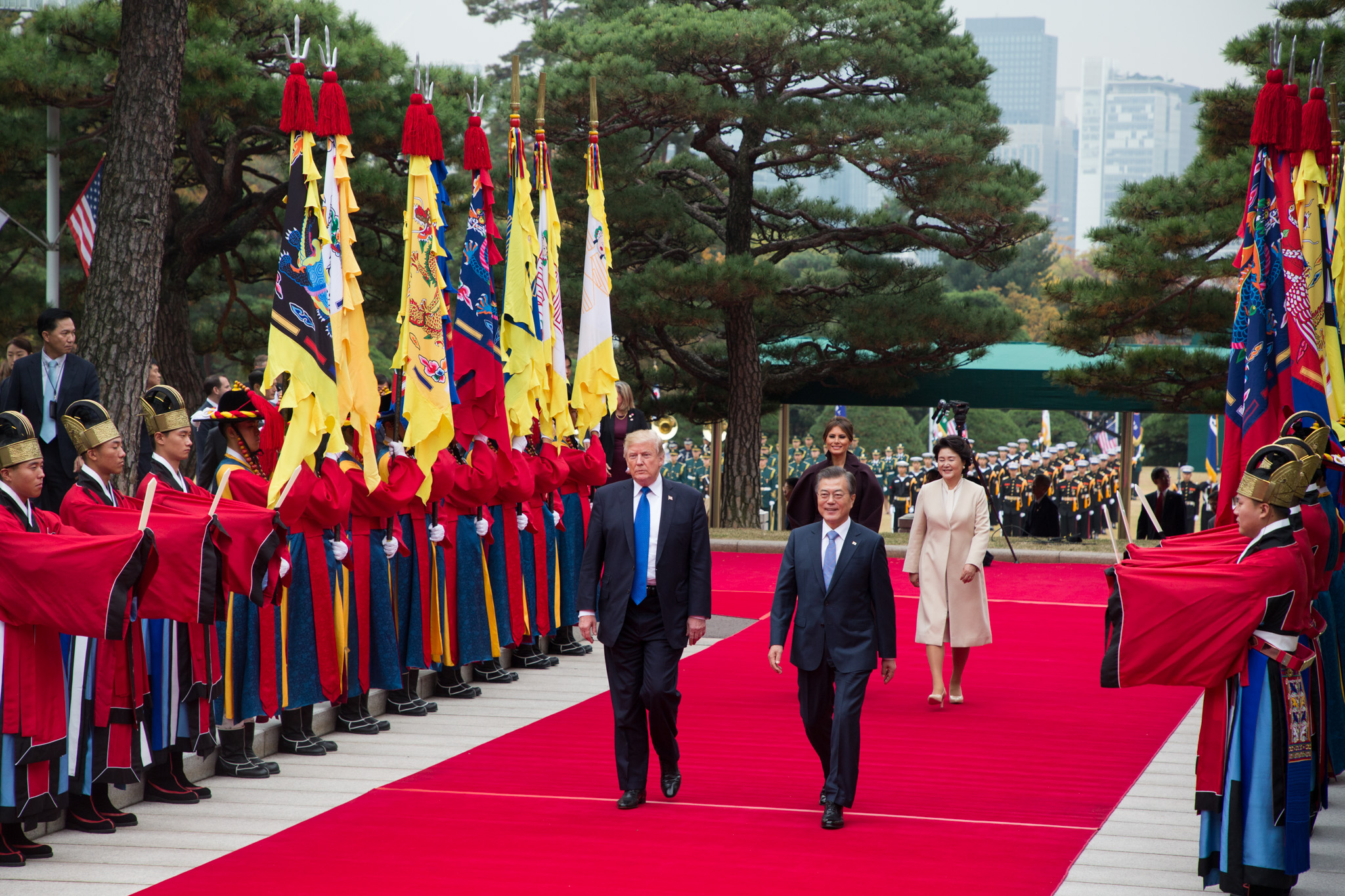
2017년 11월 7일 대한민국을 국빈 방문해 전통 의장대를 사열하는 미국의 대통령 도널드 트럼프

국빈 방문(國賓訪問, State visit)은 국가원수가 외국 국가원수의 초청을 받아 외국을 공식으로 방문하는 일을 일컫는다. 국빈 방문은 두 주권국 사이에서 이루어지는 우호적인 양자주의의 가장 높은 단계의 표현이며, 보통 공식 공공의례를 강조하는 것이 특징이다. 의원내각제 나라에서는 국가원수가 외국 국가원수를 초청하거나 초청을 받아들일지 결정하는 정부수반의 조언에 따라 공식적으로 외국 국가원수를 초청하거나 초청을 받아들인다.
국빈 방문보다 환영 행사를 덜 강조하는 낮은 단계의 방문은 규모에 따라 공식 방문, 공식 실무 방문, 실무 방문, 사적 방문으로 나뉜다.
- 국빈 방문(State visit)
- 공식 방문(Official Visit)
- 공식 실무 방문(Official working visit)
- 실무 방문(Working Visit)
- Guest-of-government visit
- 사적 방문(Private Visit)

영국의 군주 엘리자베스 2세는 세계에서 해외 순방을 가장 많이 한 국가원수인데, 재위 60주년이었던 2012년 기준으로 261번의 공식 순방을 실시했고 116개의 나라에서 96번의 국빈 방문을 실시했다. 엘리자베스 2세는 영국 연방 왕국의 군주이기는 하나 보통 영국의 군주 신분으로 국빈 방문을 실시하며, 영국 연방 왕국의 구성국에서는 외국의 국가원수가 국빈으로 방문했을 때 총독이 영국 연방 왕국의 군주를 대신해 맞이한다.

## 구성

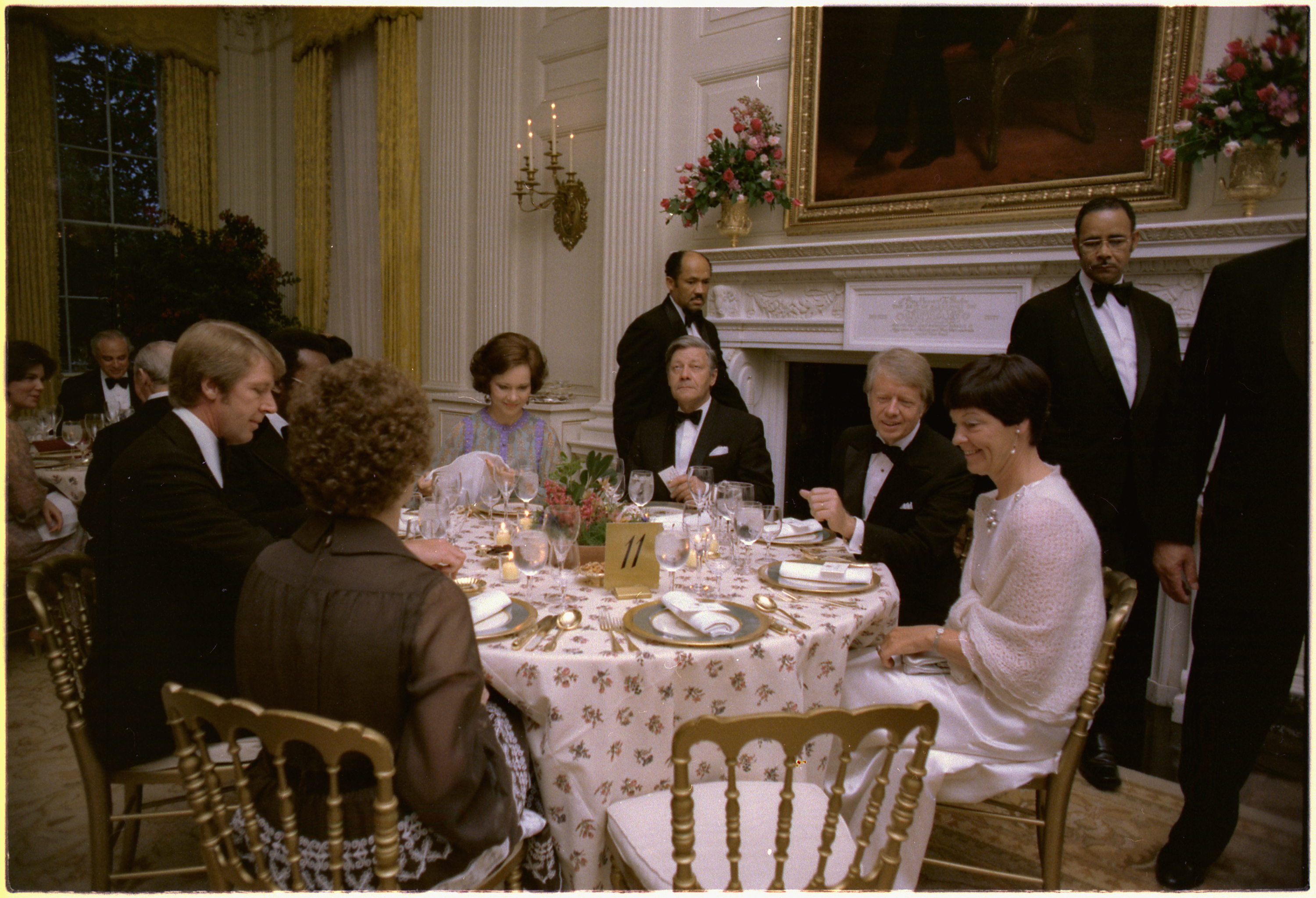
1977년 7월 13일 미국을 국빈 방문해 미국의 대통령 지미 카터와 국빈 만찬에 참석한 독일의 연방총리 헬무트 슈미트

국빈 방문에는 각 나라마다 가지고 있는 전통 외에 보통 다음과 같은 행사들을 포함한다.
- 국가원수 또는 두 국가원수가 다른 장소에서 만나기로 한 경우에는 다른 공식 사절과 신임장을 접수받은 대사는 외국 국가원수의 방문 도착을 맞이한다.
- 방문한 국가원수를 기리는 뜻에서 21발의 예포를 쏜다.
- 군악대가 두 나라의 국가를 연주하는데, 보통 초청받은 나라의 국가를 먼저 연주한다.
- 의장대를 사열한다.
- 두 나라의 고위 관료들과 수행원들을 소개한다.
- 두 국가원수끼리 선물을 교환한다.
- 연미복 또는 턱시도를 입고 국빈 만찬에 참석한다.
- 초청한 나라의 입법부를 방문하며 가끔 국회의원들을 대상으로 공식 연설을 한다.
- 묘지에 헌화를 하는 등 초청한 나라의 명소를 방문한다.
- 두 나라 사이의 관계를 기념하는 문화 행사에 참석한다.

외국을 방문하는 국가원수는 보통 외무부 장관 등 다른 고위 관료들을 대동한다. 또한 사업가 등이 함께 해 경제와 문화, 사회 부문에서 협력하고 관계를 강화할 기회를 만들기도 한다. 국빈 방문이 끝날 때에 외국 국가원수는 상호주의에 따라 초청한 국가원수에게 답방을 초청한다.
국빈 방문에 드는 비용은 보통 초청한 나라에서 부담한다. 방문한 국가원수는 초청한 국가원수의 관저에 머물거나 미리 예약한 숙소, 방문한 나라의 자국 대사관 등에 머문다.

### 예포 21발
본래 예포는 싸움에서 이긴 쪽이 패한 적에게 무장해제의 표시로 포나 탄환을 모두 발사하게 한 17세기 영국의 해상관습에서 유래했다. 영국은 처음에는 함정에 적재하는 표준적인 포의 수가 7문이라는 점에 착안해 7발의 포를 해군예포로 쏘게 했다. 당시 화약은 질산나트륨으로 만들어져 해상에서보다는 육상에서 보관하기 쉬워 해상에서 1발 발사할 때, 육상에선 3발을 발사할 수 있었다. 해상에서 7발을 쏠 때 육상에서는 21발을 쏠 수 있어, 이것이 21발의 유래가 됐다. 후에 해군력의 증가로 해군 역시 21발로 늘렸다.
예포는 최고 21발부터 홀수간격으로 최소 11발까지 발사한다. 대통령이나 국왕, 여왕 등 국가 원수에 대해서는 21발, 부통령이나 총리는 그보다 2발 적은 19발을 쏜다. 대상의 직위에 따라 2발 간격으로 홀수로 쏘며 11발 미만은 없다. 야간에는 발사하지 않는 것이 관례다.
영국 왕실은 한국 등 대부분의 국가와 마찬가지로 국가 원수 방문에 21발을 발사하지만 국빈방문의 경우에는 예외적으로 41발을, 여왕의 생일에는 61발의 예포를 각각 발사한다. 2004년 노무현 대통령이 2박 3일 일정으로 영국 국빈 방문을 했는데, 노무현 대통령 내외와 엘리자베스 여왕 내외가 사열대에 서자 영국 국가가 연주되면서 41발의 예포가 발사됐다.
예포의 발사 탄수는 국가에 따라 다르다. 하지만 대부분의 국가에서는 국가 원수의 경우 21발, 총리, 국회의장, 대법원장 19발, 장관, 대장 17발, 중장 15발, 소장 13발, 준장 11발 등으로 규정하고 있다. 대한민국은 외빈방문시 외국원수는 21발, 외국부통령, 삼부요인에 해당 하는 각료, 특명전권대사 및 국방부장관 19발, 참모총장 및 중장 17발, 특명전권공사 및 소장 15발, 준장 13발, 대리대사 및 총영사 11발로 규정하고 있다.

## 국가별 국빈 방문

### 대한민국

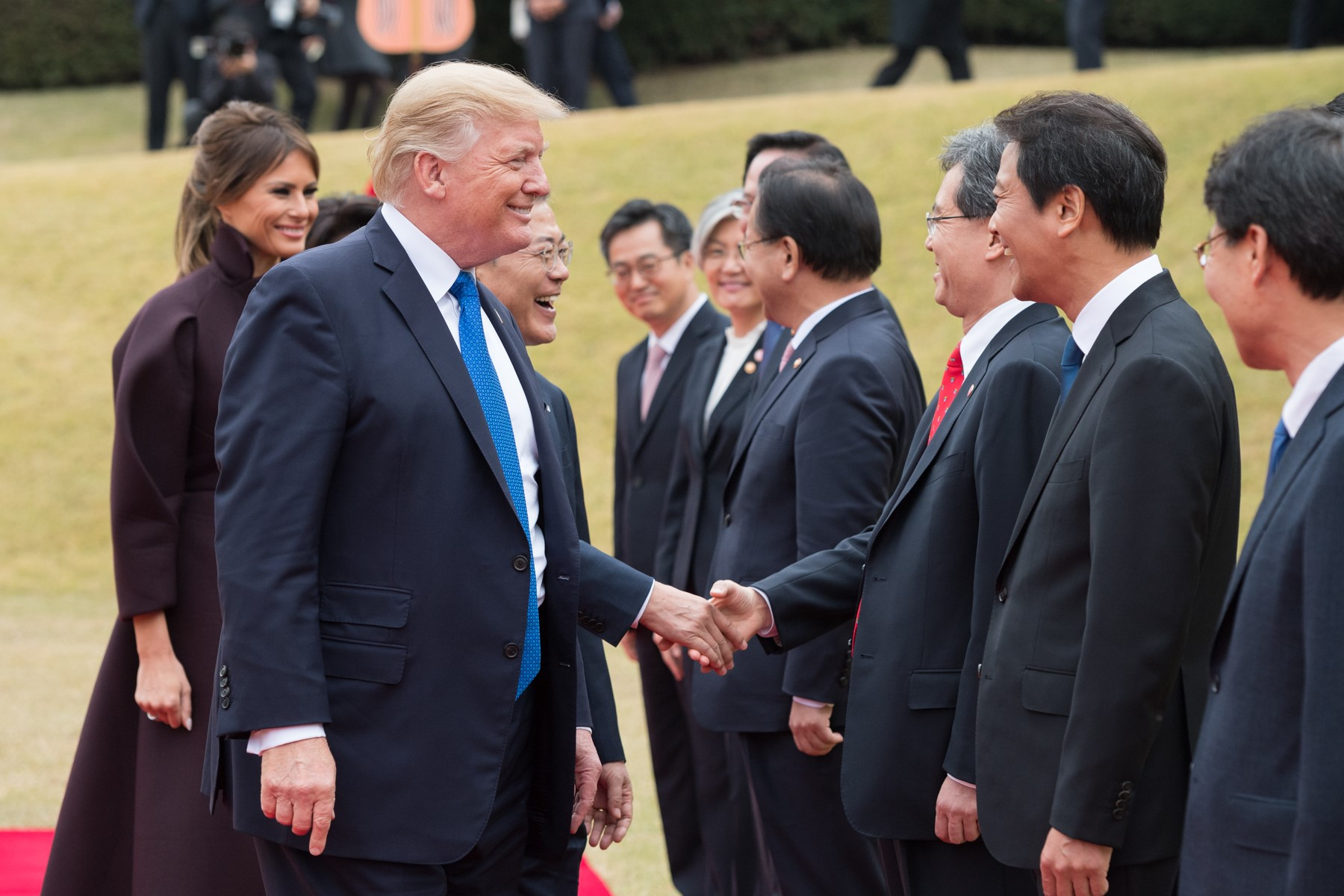
2017년 11월 7일 대한민국을 국빈 방문해 수행원들과 인사를 나누는 미국의 대통령 도널드 트럼프

대한민국에서 국빈 환영 행사는 두 국가원수가 인사를 나누고 전통 의장대를 통과한 뒤 국가 연주, 의장대 사열, 환영 인사, 공식 수행원과의 인사 교환의 순서로 진행된다. 방문한 국가원수가 국립서울현충원을 찾아 헌화를 하거나 대한민국 국회에서 국회의원들을 대상으로 연설을 하기도 한다.

### 미국
워싱턴 D.C.로의 국빈 방문은 미국의 대통령이 국가원수이자 미국 연방 정부 수반으로 있을 때의 초청이 있을 때에만 이루어진다. 1874년에 하와이 왕국의 왕이었던 칼라카우아가 미국을 최초로 국빈 방문했으며, 1876년에는 브라질 제국의 페드루 2세가 두 번째로 미국을 국빈 방문했다.
백악관이 국빈 방문으로 초청한 외국 국가원수에게 대접하는 만찬의 단가는 때에 따라 다른데, 2009년 9월에 인도의 총리 만모한 싱이 국빈으로 방문했을 때에는 6억 8천 2백만 원이 들어 한 명당 2백만 원이었고, 2011년 10월에 대한민국의 대통령 이명박이 국빈으로 방문했을 때에는 만찬 비용으로 2억 4천 2백만 원이 들어 한 명당 120만 원이었다.

### 영국

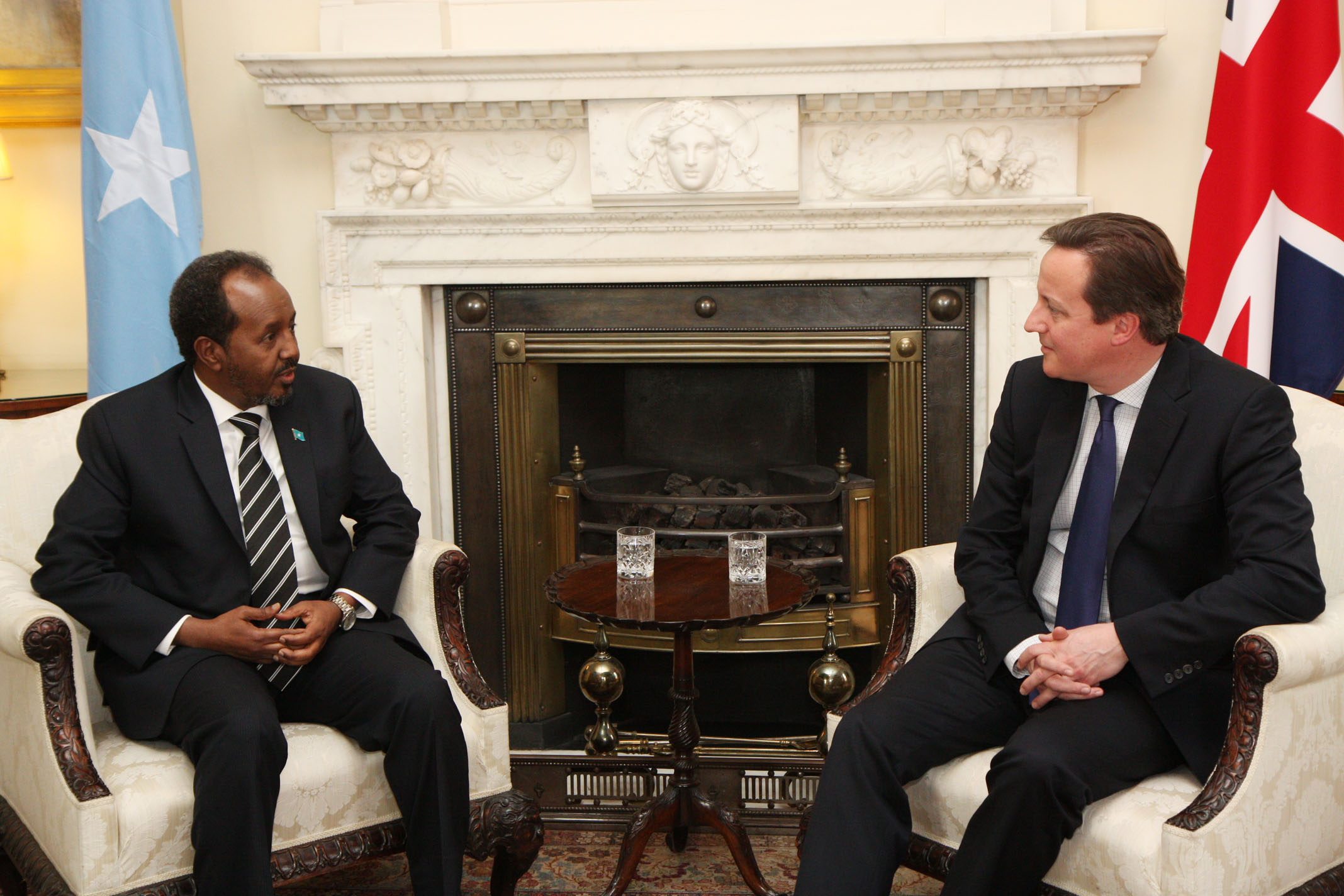
2013년 2월 4일 영국을 국빈 방문해 영국의 총리 데이비드 캐머런과 회담하는 소말리아의 대통령 하산 셰흐 마하무드

영국으로의 국빈 방문은 영국의 왕가 구성원들이 참석하는 왕실 행사다. 환영 행사는 보통 호스 가즈 퍼레이드에서 열리며, 버킹엄궁이나 윈저성에서 열릴 때도 있다. 근위대는 항상 방문한 국빈의 언어로 준비 완료를 알린 뒤 행진을 시작하고 사열을 받는다. 방문한 국가원수와 영국의 군주는 왕실기병대의 호위를 받으며 마차를 타고 버킹엄궁으로 이동한다. 환영 행사가 이루어지는 동안 그린 파크와 런던탑에서는 21발의 예포를 쏜다. 버킹엄궁의 무도회장에서 열리는 저녁 국빈 만찬에는 약 150명이 초청을 받는다.
영국 연방 왕국의 구성국은 영국의 군주를 국가원수로 하고 있기 때문에 영국과 영국 연방 왕국의 구성국인 15개 나라 사이에는 국빈 방문이 이루어지지 않는다. 영국의 군주가 영국 연방 왕국의 구성국을 방문할 때에는 영국의 군주로서가 아니라 해당 나라의 군주 자격으로 방문한다. 영국 총리가 영국 연방 왕국의 구성국을 방문할 때에는 공식 방문의 모습으로 이루어지며, 영국 연방 왕국 구성국의 수상이나 총독이 영국을 방문할 때에도 공식 방문의 모습으로 이루어진다.

### 일본
일본은 국빈 방문으로 초청한 나라와의 친선 관계를 증진하는 것을 목적으로 한다. 방문한 국가원수는 영빈관에서 머물고 일본 천황과 환담을 갖는다. 아사히 신문은 2019년 기준으로 국빈을 한 차례 초청하는 데 약 2천 5백만 엔이 필요하다고 밝혔다.

### 중화인민공화국

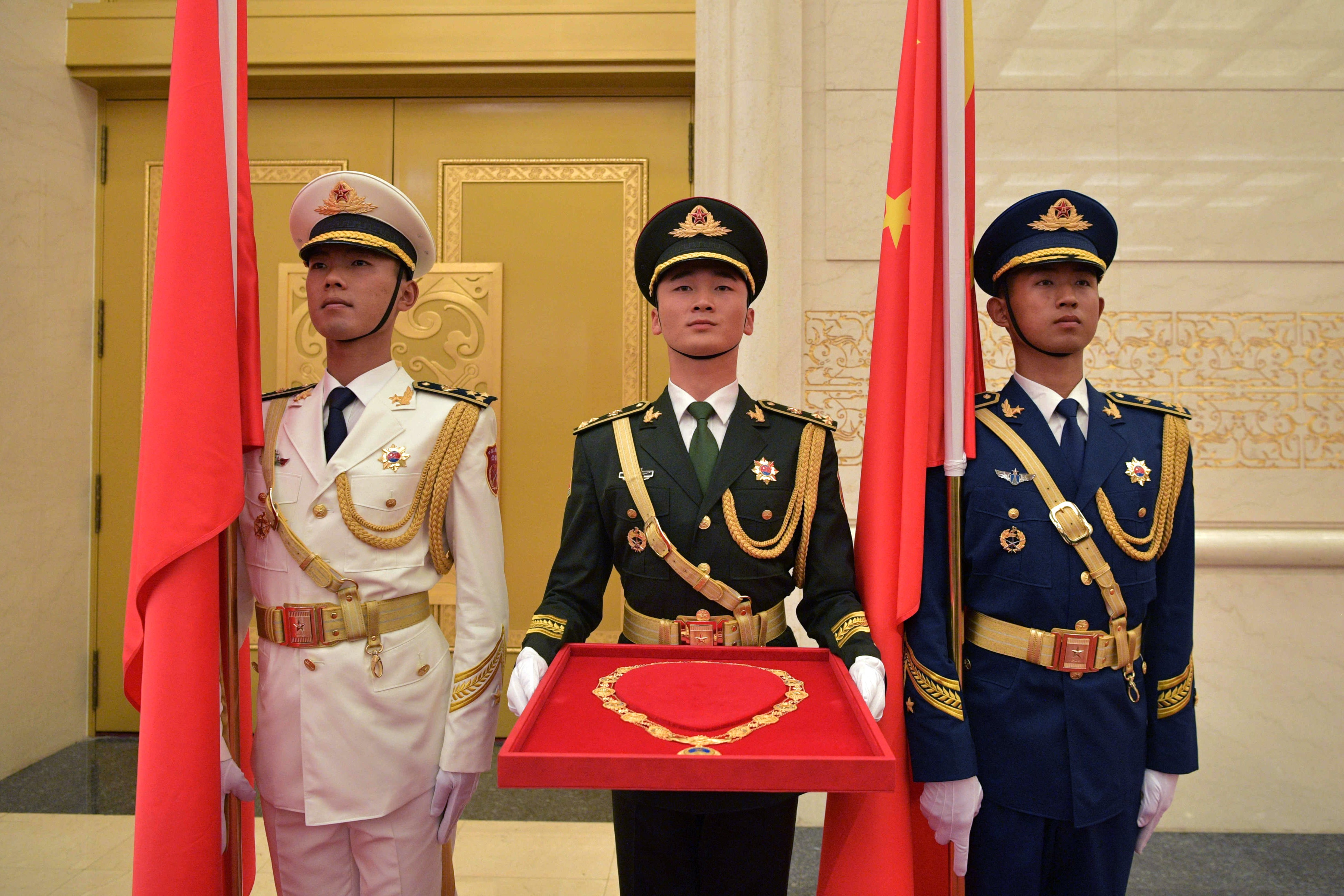
중국 인민해방군 의장대와 우의훈장

중화인민공화국에서 국빈 환영 행사는 베이징시의 인민대회당에서 열린다.
군악대가 두 나라의 국가를 연주한 뒤 포병대가 21발의 예포를 쏜다. 그 뒤 두 국가원수는 중국 인민해방군 의장대를 사열하고 꽃과 두 나라의 국기를 흔드는 학생들을 안고, 군악대는 상대 나라의 행진곡이나 민요를 연주한다. 대통령이나 총독, 군주 등이 방문하는 경우 주석이 환영 행사를 열고, 수상이나 왕세자 및 왕세녀가 방문하면 국무원 총리가 연다. 의장대는 중국인민해방군 군가에 맞추어 톈안먼 광장을 행진한 뒤 열병식을 마지막으로 환영 행사를 마친다.
국빈 방문이 이루어지는 동안 우의훈장 등 훈장을 수여하기도 한다.

### 프랑스
프랑스에서 국빈 환영 행사는 엘리제궁이나 앵발리드에서 열린다. 국빈 방문이 끝날 무렵 방문한 국가원수는 부르봉궁에서 프랑스 상원 의원들을 대상으로 연설을 하고 의원들과 회담 시간을 갖는다. 방문한 국가원수가 에투알 개선문의 무명 용사의 무덤에 헌화를 하기도 한다.

### 북한
2018년 9월 18일, 북한이 남북정상회담을 위해 평양을 방문한 문재인 대통령 부부에게 국빈정상급 예우를 의미하는 '예포 21발'을 발사했다. 남북 정상이 만나는 자리에서 '예포 21발'이 발사된 건 이번이 처음이다.

### 아르메니아
국빈방문에서는 아르메니아 대통령이 환영행사를 주최하고, 공식방문에서는 아르메니아 총리가 환영행사를 주최한다.

## 같이 보기
- 정상회담
- 상호주의